# 29. септембар
29. септембар (29.9.) је 272. дан у години по грегоријанском календару (273. у преступној години). До краја године има још 93 дана.

## Догађаји
- 480. п. н. е. — Битка код Саламине: Грчка флота под командом Темистокла поразила персијску флоту цара Ксеркса.
- 61. п. н. е. — Римски војсковођа Помпеј прославио свој трећи тријумф након победе над медитеранским пиратима.
- 1227 — Папа Гргур IX изопштио из цркве цара Светог римског царства Фридриха II пошто је цар избегавао да испуни своју заклетву и крене у крсташки рат.
- 1273 — Избором грофа Рудолфа I Хабсбурга за краља Светог римског царства, окончана је свађа око престола. То је био почетак успона Хабзбурговаца на положај најмоћнијег немачког племства, које је готово непрекидно до 1806. владало царством.
- 1399 — Краљ Ричард II постао је први енглески монарх који је абдицирао. На абдикацију су га приморали племићи који су се побунили против његове апсолутистичке владавине.
- 1848 - Битка код Пакозда између аустријских лојалиста и мађарских револуционара.
- 1911 — Италија је објавила рат Османском царству и упала у либијску провинцију Триполитанију.
- 1923 — На основу мандата Друштва народа, Велика Британија је успоставила власт у Палестини.
- 1938 — Уједињено Краљевство, Француска, Италија и Немачка потписале су споразум у Минхену којим је Немачкој дозвољено да припоји Судетску област, део Чехословачке са немачком националном мањином. Минхенски споразум сматра се пресудним актом којим је Хитлеру отворен пут за отпочињање Другог светског рата.
- 1940 — Румунија је у Другом светском рату иступила из Балканског пакта који је 9. фебруара 1934. у Атини закључила с Југославијом, Турском и Грчком.
- 1941 — У Баби Јару, код Кијева, Немци су у Другом светском рату у масакру над Јеврејима, који је трајао два дана, побили 33.771 цивила, укључујући жене и децу.
- 1957 — У Западном Пакистану је погинуло око 300 људи када је експресни воз ударио у композицију цистерни са нафтом.
- 1958 — Емитован је први заједнички програм ТВ одашиљача у Београду, Загребу и Љубљани.
- 1967 — Међународни монетарни фонд окупио је својих 106 чланица на састанку у Рио де Жанеиру, где је одобрена реформа светског монетарног система.
- 1970 — Потпредседник Египта Анвар ел Садат преузео је дужност шефа државе после смрти Гамала Абдела Насера, а 5. октобра је формално постао председник државе.
- 1972 — Јапан и Кина су нормализовали дипломатске односе.
- 1979 —
  - Папа Јован Павле II је, током прве папске посете Ирској, упутио апел за мир у Северној Ирској пред више од милион људи у Даблину.
  - Председник Екваторијалне Гвинеје Франсиско Масијас Нгуема збачен са власти у августу 1979, а потом стрељан под оптужбом да је крив за „геноцид, издају, проневеру и систематско кршење људских права“.
- 1988 — Мировне снаге УН су за свој 40-годишњи рад добиле Нобелову награду за мир.
- 1991 — Војним ударом у Хаитију оборен са власти председник Жан Бертран Аристид.
- 1993 — Један од комунистичких ветерана и представник тврде линије европских комуниста Жорж Марше повукао се, због лошег здравља, са места председника Комунистичке партије Француске, на чијем челу је био две деценије.
- 1994 — Министри одбране чланица НАТО на састанку у Севиљи одлучили су да НАТО појача ваздушне нападе на положаје Војске Републике Српске.
- 1999 — Специјалне полицијске снаге за разбијање демонстрација брутално су претукле демонстранте у Београду када су покушали да дођу до резиденције председника СР Југославије Слободана Милошевића и изразе незадовољство његовом деветогодишњом владавином.
- 2000 — Позиву лидера Демократске опозиције Србије на грађанску непослушност и генерални штрајк због покушаја режима да фалсификује изборне резултате од 24. септембра, први су се одазвали средњошколци у Горњем Милановцу и рудари колубарског рудника Тамнава. У наредним данима талас штрајкова захватио је целу Србију, почела је блокада магистралних путева.
- 2001 — Савет безбедности УН усвојио је резолуцију о борби против тероризма и спречавању финансирања терориста. Резолуцијом је предвиђено увођење санкција свакој земљи која не буде поштовала антитерористичке мере.

## Рођења
- 1547 — Мигел де Сервантес, шпански књижевник. (прем. 1616)
- 1571 — Каравађо, италијански сликар. (прем. 1610)
- 1758 — Хорејшио Нелсон, енглески поморац и адмирал. (прем. 1805)
- 1815 — Андреас Ахенбах, немачки сликар. (прем. 1910)
- 1864 — Мигел де Унамуно, шпански писац и филозоф. (прем. 1936)
- 1901 — Енрико Ферми, италијански нуклеарни физичар. (прем. 1954)
- 1904 — Грир Гарсон, енглеска глумица. (прем. 1996)[1]
- 1904 — Николај Островски, совјетски књижевник, представник социјалистичког реализма. (прем. 1936)
- 1910 — Вирџинија Брус, америчка глумица и певачица. (прем. 1982)
- 1912 — Микеланђело Антониони, италијански редитељ, сценариста и писац. (прем. 2007)[2]
- 1920 — Питер Мичел, енглески биохемичар, добитник Нобелове награде за хемију (1978). (прем. 1992)
- 1922 — Естер Бранд, јужноафричка атлетичарка. (прем. 2015)
- 1922 — Лизабет Скот, америчка глумица. (прем. 2015)
- 1931 — Анита Екберг, шведско-италијанска глумица и модел. (прем. 2015)
- 1931 — Џејмс Кронин, амерички физичар, добитник Нобелове награде за физику (1980). (прем. 2016)
- 1932 — Роберт Бентон, амерички сценариста и редитељ. (прем. 2025)
- 1935 — Џери Ли Луис, амерички музичар. (прем. 2022)
- 1936 — Силвио Берлускони, италијански бизнисмен и политичар. (прем. 2023)
- 1939 — Фикрет Абдић, босанскохерцеговачки привредник и политичар.
- 1942 — Феличе Ђимонди, италијански бициклиста. (прем. 2019)
- 1942 — Ијан Макшејн, енглески глумац.
- 1942 — Стив Тешич, амерички писац, драматург и сценариста. (прем. 1996)
- 1943 — Лех Валенса, пољски политичар, председник Пољске (1990—1995).
- 1943 — Волфганг Оверат, немачки фудбалер.
- 1945 — Реџи Банистер, амерички глумац, продуцент, сценариста и музичар.
- 1951 — Шемса Суљаковић, босанскохерцеговачка певачица.
- 1956 — Себастијан Коу, британски атлетичар и политичар
- 1962 — Јане Андерсон, шведски фудбалер и фудбалски тренер.
- 1968 — Драган Шкрбић, српски рукометаш.
- 1969 — Торе Педерсен, норвешки фудбалер.
- 1971 — Танока Бирд, амерички кошаркаш.
- 1974 — Небојша Миловановић, српски глумац.
- 1976 — Андреј Шевченко, украјински фудбалер и фудбалски тренер.
- 1980 — Патрик Агјеманг, ганско-енглески фудбалер.
- 1982 — Милош Милојевић, српски фудбалер и фудбалски тренер.
- 1984 — Пер Мертезакер, немачки фудбалер.
- 1984 — Лиса Гормли, аустралијанска глумица.
- 1986 — Грега Жемља, словеначки тенисер.
- 1988 — Ања Алач, српска глумица.
- 1988 — Кевин Дурант, амерички кошаркаш.
- 1991 — Лука Бабић, хрватски кошаркаш.
- 1991 — Адем Љајић, српски фудбалер.
- 1994 — Холзи, америчка музичарка и глумица.
- 1995 — Матијас Лесор, француски кошаркаш.
- 1999 — Александар Поповић, српски фудбалски голман.

## Смрти
- 1560 — Густав Васа, краљ Шведске (рођ. 1496)
- 1833 — Фернандо VII од Шпаније, краљ Шпаније (рођ. 1784)
- 1839 — Фридрих Мос, немачки геолог/минералог (рођ. 1773)
- 1902 — Емил Зола, француски писац (рођ. 1840)
- 1908 — Мачадо де Асис, најзначајнији писац бразилске књижевности (рођ. 1839)
- 1913 — Рудолф Дизел, немачки инжењер који је открио мотор са унутрашњим сагоревањем (рођ. 1858)
- 1930 — Иља Рјепин, руски сликар (рођ. 1844)
- 1937 — Ернст Хопенберг, немачки пливач, двоструки олимпијски победник (рођ. 1878)
- 1937 — Реј Јури, амерички атлетичар, осмоструки олимпијски победник (рођ. 1873)
- 1968 — Урош Џонић, српски историчар књижевности и управник Универзитетске библиотеке у Београду. (рођ. 1887)[3]
- 1991 — Милан Тепић, мајор Југословенске народне армије и народни херој Југославије (рођ. 1957)
- 1997 — Рој Ликтенстајн, амерички сликар (рођ. 1923).
- 2000 — Пјер Трудо, канадски премијер (рођ. 1919)
- 2010 — Војислав Воки Костић, српски композитор и писац (рођ. 1931)
- 2010 — Жорж Шарпак, пољско-француски физичар и нобеловац (рођ. 1924)
- 2011 — Вера Вељков-Медаковић, пијанисткиња и клавирски педагог. (рођ. 1923)
- 2012 — Ебе Камарго, бразилска телевизијска водитељка, глумица и певачица (рођ. 1929)
- 2013 — Шри Сатја Нарајан Гоенка, водећи лаички учитељ Випасана медитације (рођ. 1924)
- 2020 — Исидора Жебељан, српска композиторка. (рођ. 1967)[4]
- 2021 — Иван Тасовац, српски пијаниста, директор Београдске филхармоније и министар (рођ. 1966)

## Празници и дани сећања
- Дан града Бјеловара
- Дан града Шибеника
- Дан града Триља
- Светски дан срца
- Дан проналазача (Аргентина)